# مرهف (اسم)
مرهف هو اسم علم مذكر من أصل عربي، ومعناه هو من الفعل رهف، السيف الرقيق، والمعنى أيضًا اللطيف الحساس الدقيق، المرقق الحد؛ يقال خصر مرهف، إذا كان ضامرًا.

## وصلات خارجية
- موسوعة السلطان قابوس لأسماء العرب